# Lau (Familienname)
Lau ist ein deutscher und chinesischer Familienname.

## Namensträger
- Alex Lau (* 1996), chinesischer Squashspieler (Hongkong)
- Alfred Lau (1898–1971), deutscher Journalist und Mundartdichter
- Alfred Bernhard Lau (1928–2007), deutscher Missionar und Kakteenforscher
- Andreas Lau (* 1959), deutscher Sportwissenschaftler, Hochschullehrer und Basketballfunktionär
- Andy Lau (* 1961), Schauspieler und Multitalent aus Hongkong
- Angie Lau, (* 1973), chinesische Journalistin
- Annika Lau (* 1979), deutsche Radio- und Fernsehmoderatorin
- Bernd Lau (1943–1992), deutscher Hörspielregisseur
- Bernhard Lau (1875–1926), deutscher Luftschiffkapitän
- Carina Lau (* 1965), chinesische Schauspielerin
- Chong-Fuk Lau, chinesischer Philosoph
- Christel Lau (* 1944), deutsche Hockeyspielerin
- Daniel Lau (* 1978), deutscher Prähistoriker und Vorderasiatischer Archäologe
- David Lau (* 1966), aschkenasischer Oberrabbiner
- Dick Lau (* 1985), Squashspieler aus Hongkong
- Dieter Lau (Agrarwissenschaftler) (* 1939), deutscher Agrarwissenschaftler
- Dieter Lau (Altphilologe) (* 1940), deutscher Altphilologe
- Dim C. Lau (1921–2010), chinesischer Sinologe
- Emily Lau Wai-hing (* 1952), hongkong-chinesische Politikerin
- Ernst Lau (1893–1978), deutscher Optiker
- Estelle Lau (* 1964), US-amerikanische Schauspielerin und Filmproduzentin
- Evelyn Lau (* 1971), kanadische Schriftstellerin
- Fabian Lau (* 1962), deutscher Satiriker, Liedtexter, Autor und Musiker
- Lau Fong Hei (* 1984), Fußballschiedsrichter aus Hongkong
- Franz Lau (1907–1973), deutscher Theologe
- Frederick Lau (* 1989), deutscher Schauspieler
- Friedrich Lau (1867–1947), deutscher Archivar und Historiker
- Fritz Lau (Schriftsteller) (1872–1966), deutscher Schriftsteller
- Fritz Lau (Landrat) (1913/1914–1976), deutscher Ratsherr und Landrat
- Georg Johann Theodor Lau (1813–1873), deutscher Geistlicher und Kirchenhistoriker
- Gerhard Lau (Schauspieler) (1926–2005), deutscher Schauspieler
- Gerhard Lau (Denkmalpfleger) (* 1936), deutscher Denkmalpfleger und Autor
- Grace Lau (* 1991), Karateka aus Hongkonger
- Hans Emil Lau (1879–1918), dänischer Astronom
- Heinz Lau (Komponist) (1925–1975), deutscher Komponist
- Heinz Lau (Priester) (* 1950), deutscher Ordensgeistlicher
- Hendryk Lau (* 1969), deutscher Fußballspieler
- Israel Meir Lau (* 1937), aschkenasischer Oberrabbiner
- Jasmijn Lau (* 1999), niederländische Leichtathletin
- Jean Marie du Lau d’Allemans (1738–1792), französischer Geistlicher, Erzbischof von Arles
- Johannes Lau (Politiker, 1877) (1877–1960), deutscher Politiker (Zentrum, BVP, CSU), MdL Bayern
- Johannes Lau (Politiker, 1879) (1879–1955), deutscher Politiker (SPD), MdL Preußen
- Jörg Lau (* 1964), deutscher Journalist und Autor
- Joseph Lau (* 1951), hongkong-chinesischer Milliardär
- Jutta Lau (* 1955), deutsche Ruderin
- Ka Kwan Lau (* 1985), chinesisch-spanisch-britischer Pokerspieler
- Lau Kar-Leung (1934–2013), chinesischer Kampfsportler, Schauspieler und Regisseur
- Krista-Sigrid Lau (1917–1969), deutsche Schauspielerin
- Mariam Lau (* 1962), deutsche Journalistin und Publizistin
- Mario Lau (* 1972), deutscher Fußballspieler
- Marion Lau (* 1947), deutsche Politikerin (SPD)
- Markus Lau (* 1977), deutscher katholischer Theologe
- Matthias Lau (* 1967), deutscher Offizier
- Michael Lau (* 1970), chinesischer Künstler aus Hongkong
- Nicholas Lau (* 1979), Skilangläufer aus Trinidad und Tobago
- Otto Lau (Heimatforscher) (1882–1972), deutscher Lehrer und Heimatforscher
- Otto Emil Lau (1853–1917), deutscher Illustrator
- Pete Lau (* 1975), chinesischer Unternehmer
- Philippe Lau (* 1986), französischer Telemarker
- Phillis Lara Lau (* 2005), deutsche Kinderdarstellerin
- Ralf Lau (* 1959), deutscher Schachspieler
- Sven Lau (* 1980), deutscher islamistischer Prediger
- Lau Teng Chuan (1929–2012), Sportfunktionär, Badmintonspieler und Badmintontrainer aus Singapur
- Lau Tsz-Kwan (* 1996), Hongkonger Squashspieler
- Thé Lau (1952–2015), niederländischer Musiker
- Theodor Ludwig Lau (1670–1740), deutscher Jurist und Philosoph
- Thomas Lau (Historiker) (* 1967), deutscher Historiker
- Thomas Lau Luen-hung (* 1953), chinesischer Manager
- Ulrich Lau (* 1952), deutscher Sinologe
- Ulrike Lau, deutsche Synchronsprecherin, -autorin und -regisseurin
- Vincent Lau Wan-yau (* 1996), Hongkonger Radrennfahrer
- Lau Wai Cheng (* 1967), malaysische Tischtennisspielerin